# Civiltà eneolitica di Laterza

Brocca da Laterza

La civiltà eneolitica di Laterza (o cultura di Laterza e cultura di Laterza-Cellino San Marco) è una cultura eneolitica sviluppatasi in alcune regioni del sud e centro Italia nel III millennio a.C. (2950-2350 a.C. circa). Come la maggior parte delle culture dell'età tardo-preistorica è riconoscibile essenzialmente per la forma e la decorazione delle ceramiche rinvenute nei diversi siti archeologici. È stata definita nel 1967 da Francesco Biancofiore a seguito delle ricerche nella necropoli omonima situata a nord-ovest di Taranto, nel sud della Puglia.
Per lungo tempo questa cultura era documentata solo in pochi siti, essenzialmente funerari. Recenti ricerche e scavi di grande estensione, in particolare nella zona di Roma e nel nord della Campania, hanno consentito di ampliare le conoscenze sugli abitati.

## Cronologia e distribuzione geografica

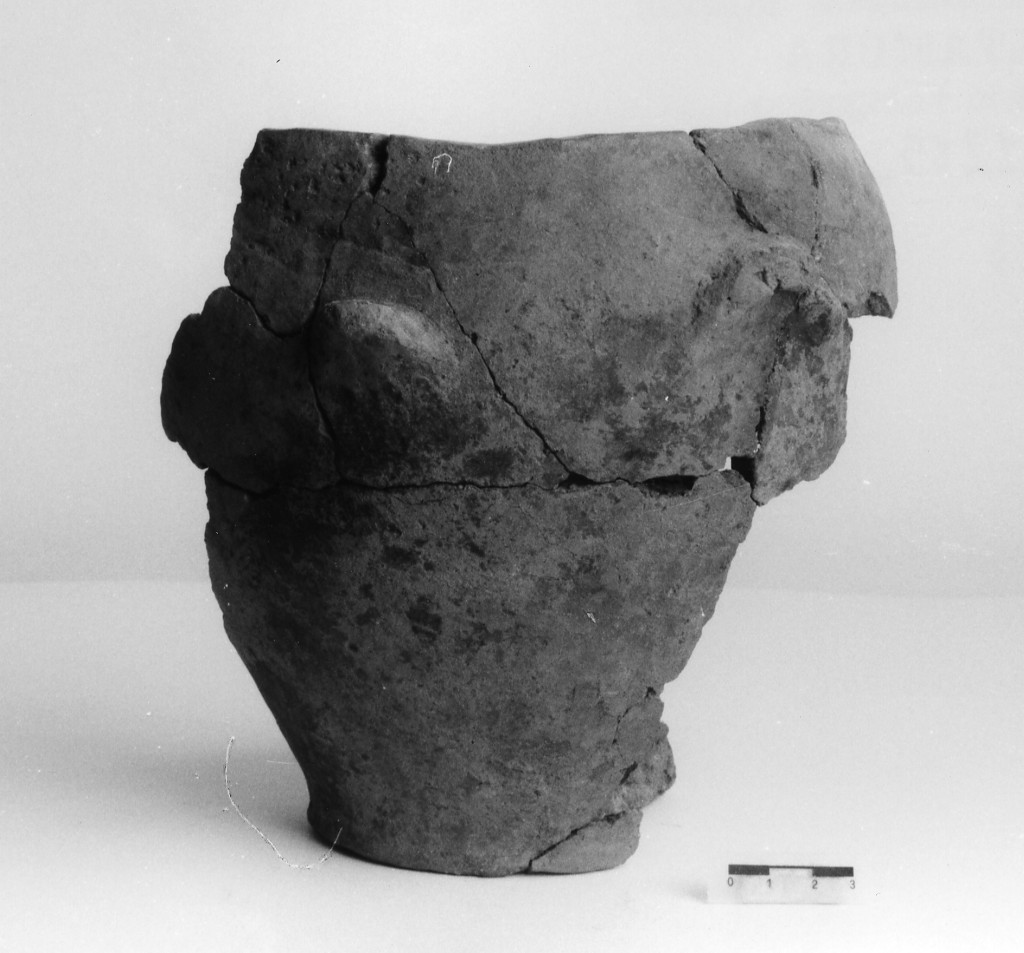
Pithos da Altamura

L'inquadramento cronologico di questa cultura è stato definito grazie a recenti ricerche. La civiltà o cultura di Laterza, costituita da comunità di provenienza egeo-anatolica per la via medio elladica, si sviluppò tra il 2900 e il 2300 a.C.. Apparsa nella Puglia centrale, la Basilicata e nel versante tirrenico della Campania, come ad esempio la cultura di Palma Campania e del Lazio dove sono note le date più antiche per la facies. In queste ultime due regioni la facies di Laterza si sovrappose e rimpiazzò le ultime manifestazioni della cultura del Gaudo. In alcuni casi queste due culture si sovrappongono negli stessi siti, come a Salve, in Puglia meridionale.
L'influenza della cultura di Laterza nelle aree più lontane dal suo territorio originario è attestata dalle influenze sulla decorazione e la forma delle ceramiche. Nella necropoli di Selvicciola, sito del nord del Lazio attribuito alla cultura del Rinaldone, è stato scoperto un boccale di tipo Laterza. Decorazioni del tipo Laterza sono presenti anche nelle ceramiche di altre località dell'Italia centrale ad esempio a Maddalena di Muccia nelle Marche. A Osteria del Curato-via Cinquefrondi, alla periferia di Roma, è stata scoperta una tomba contenente ceramiche realizzate in tre stili diversi, corrispondenti alle culture del Gaudo, di Rinaldone e di Laterza.
Nell'Agro romano la cultura di Laterza dà origine alla cultura di Ortucchio (quest'ultima sviluppatasi tra il 2670 e 2550 a.C. principalmente legata ad influenze e contatti con la cultura del bicchiere campaniforme) mentre in altre zone perdurò. A Pantano Borghese, presso Roma, è stato scoperto un sito assegnato ad uno stadio avanzato della cultura Laterza, contemporaneo di altri siti limitrofi appartenententi invece alla cultura di Ortucchio. Secondo gli studiosi si tratterebbe di una enclave culturale sopravvissuta.
Per quanto riguarda le culture esterne che influenzarono quella di Laterza nei suoi aspetti più  tardi è la cosiddetta cultura di Cetina che corrisponde ad un momento finale del calcolitico in Dalmazia.

## Stile di vita ed economia

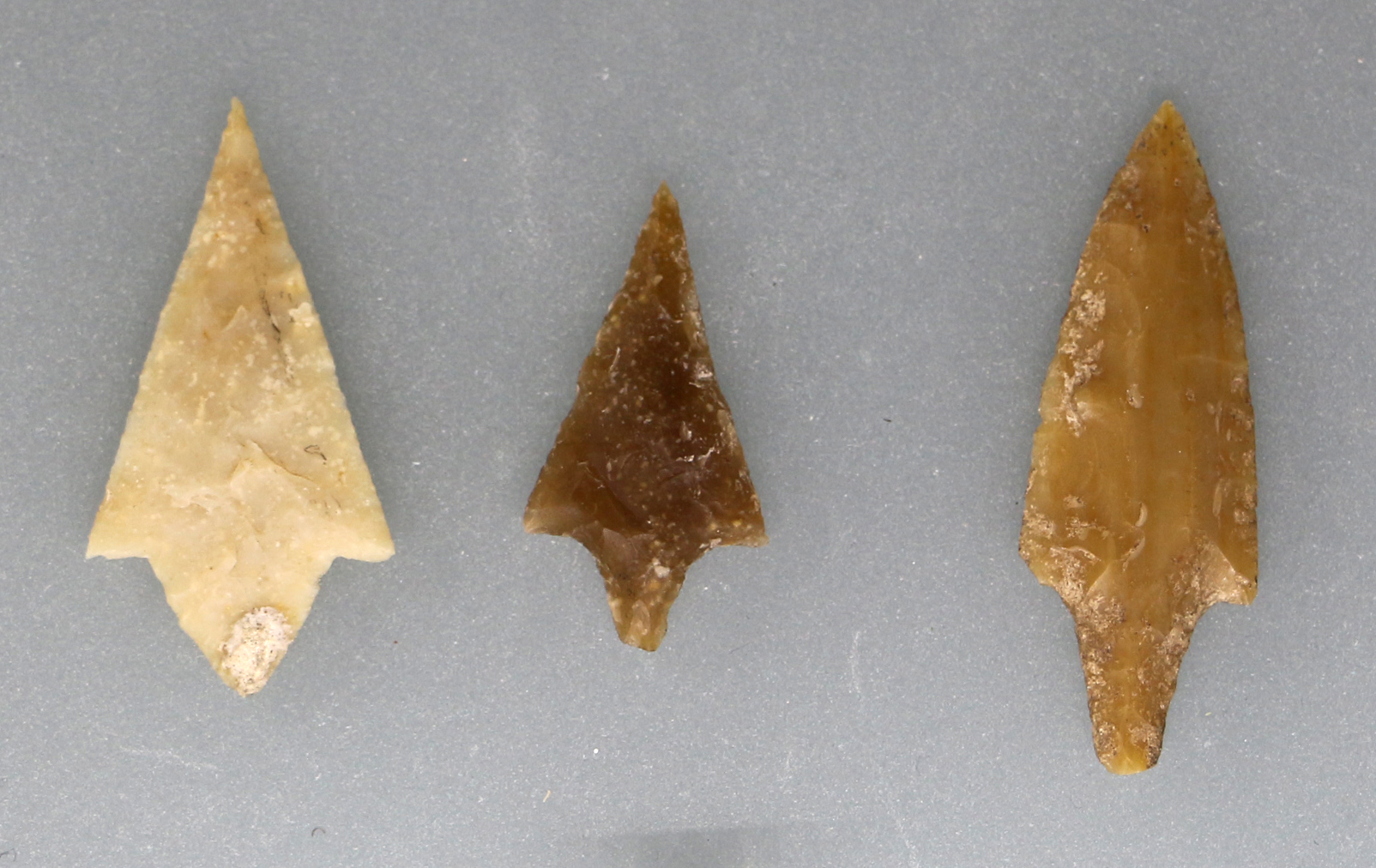
Punte di freccia in selce, dalla necropoli dell'età del rame di Laterza

Similmente alle altre culture italiane neolitiche e calcolitiche, la popolazione viveva principalmente di agricoltura e di allevamento, come testimoniano i resti scheletrici di animali domestici (ovini, caprini, bovini, suini) e di piante addomesticate e la presenza di strumenti (macine). La pastorizia era importante soprattutto in alcune regioni. La scoperta di ami in osso testimonia inoltre la pratica della pesca, tuttavia questa era forse un'attività marginale. Praticata anche la tessitura (fusaiole e pesi da telaio).

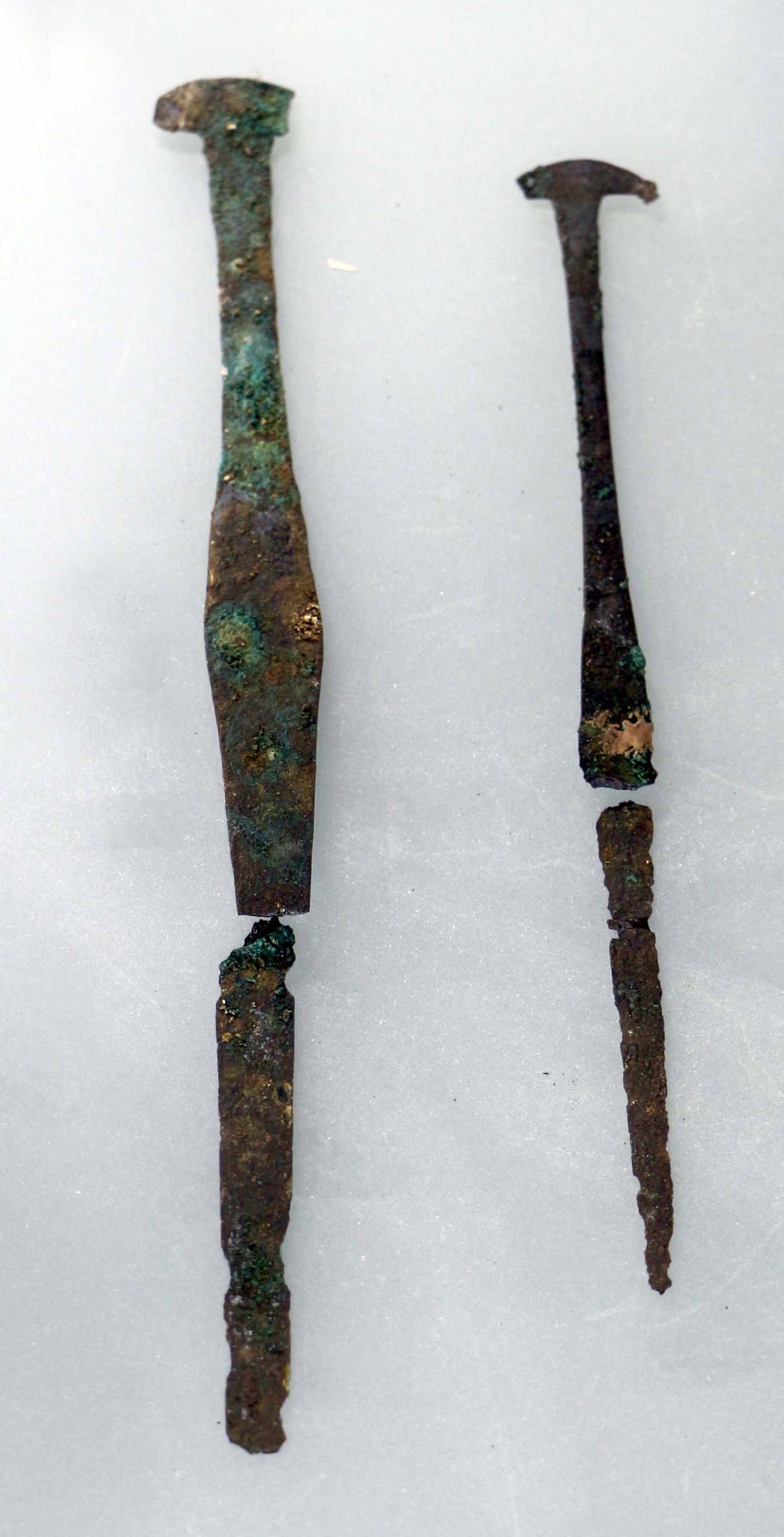
Coltelli e pugnali in rame dalla necropoli di Laterza

Per quanto concerne la metallurgia, anche tenendo conto di eventuali casi di riciclaggio o di degrado naturale nel corso del tempo, gli oggetti metallici associati alla cultura di Laterza sono molto rari. Tra questi sono documentati alcuni pugnali in rame. Nella grotta di Cappuccini nella zona di Lecce, oltre ad un pugnale, è stata rinvenuta una capocchia di spillo a forma di disco.

## Occupazione del territorio ed habitat
I siti di cultura Laterza sono localizzati in diversi contesti ambientali, con una preferenza per le aree favorevoli all'agricoltura. 
In molti siti ci sono le prove dell'occupazione umana nel corso dei secoli, ad esempio in Puglia la maggior parte dei siti Laterza erano già occupati durante la precedente cultura di Piano Conte e continuarono ad essere occupati dopo la fine della cultura di Laterza, durante la fase di Cellino San Marco. 
Nella regione di Roma, la maggior parte dei siti della cultura di Laterza verranno occupati anche durante la cultura di Ortucchio. Questo è il caso, ad esempio, del sito di Osteria del Curato. In questo sito, le capanne della fase Laterza sono di forma ellittica e furono realizzate in materiali deperibili. Sempre nello stesso sito, sono stati scoperti inoltre un silo, delle case e un forno. L'architettura delle capanne del sito di Gricignano d'Aversa, in Campania settentrionale, è identica.
Le grotte erano utilizzate sia come luoghi temporanei in cui vivere sia come luogo di sepoltura per i morti .

## Pratiche funerarie e culto
I siti funerari sono particolarmente numerosi e sono stati per lungo tempo l'unica prova per documentare questo cultura. Le necropoli sono spesso composte da grotticelle artificiali (ipogei), come nel sito eponimo di Laterza. 
Il numero dei defunti sepolti all'interno delle tombe è molto variabile. Alcune contenevano i resti di decine di individui, per esempio 100 persone nella tomba 3 Laterza, 77 in quella di Cellino San Marco.
La ricchezza dei corredi funerari varia da sepoltura a sepoltura. Il più delle volte il corredo consiste solamente di un paio di punte di freccia in selce e alcune ceramiche. Tuttavia alcune sepolture si distinguono per la loro ricchezza, per esempio quella di Tursi.
Per quanto riguarda le pratiche religiose, nel villaggio di Osteria del Curato sono stati scoperti due pozzi, probabilmente utilizzati per il culto data l'insolita presenza di ossa di capre e pecore e ceramiche.

## Siti principali
- Casal Sabini (Puglia)
- Castel Baronia (Campania)
- Grotte des Cappuccini (Puglia)
- Grotte Cardini (Calabria)
- Gricignano d'Aversa (Campania)
- Laterza (Puglia)
- Latronico (Basilicata)
- Osteria del Curato-Via Cinquefrondi (Lazio)
- Paestum (Campania)
- Salve (Puglia)
- Grotte San Angelo (Puglia)
- Selva dei Muli 2 (Lazio)
- Torre della Chiesaccia 2
- Tursi (Basilicata)
- Vaccarella - Masseria Fragella (Puglia)